# Science-Fiction-Jahr 1932
Übersicht

◄◄ | ◄ | 1928 | 1929 | 1930 | 1931 | Science-Fiction-Jahr 1932 | 1933 | 1934 | 1935 | 1936 | ► | ►►

Weitere Ereignisse

## Neuerscheinungen Literatur
| Deutscher Titel  | Deutschsprachiges Erscheinungsjahr | Originaltitel   | Autor         | Anmerkungen                                   |
| ---------------- | ---------------------------------- | --------------- | ------------- | --------------------------------------------- |
| Schöne neue Welt | 1932                               | Brave New World | Aldous Huxley | gilt als einer der ersten dystopischen Romane |

## Filmpreise
- Oscar

- Dr. Jekyll und Mr. Hyde – Fredric March als Bester Hauptdarsteller

- Filmfestival von Venedig

- Dr. Jekyll und Mr. Hyde – Auszeichnung als "Bester Film"

## Neuerscheinungen Filme
| Deutscher Titel          | Deutschsprachiges Erscheinungsjahr | Originaltitel         | Regie               | Anmerkungen                                                                                          |
| ------------------------ | ---------------------------------- | --------------------- | ------------------- | --- |
| F.P.1 antwortet nicht    | –                                  | –                     | Karl Hartl          | Hans Albers singt in diesem Film zum ersten Mal das berühmte Fliegerlied Flieger, grüß mir die Sonne |
| Die Herrin von Atlantis  | –                                  | –                     | Georg Wilhelm Pabst | |
| Die Maske des Fu-Manchu  | 1987                               | The Mask of Fu Manchu | Charles Brabin      | |
| Der geheimnisvolle Dr. X | 1979                               | Doctor X              | Michael Curtiz      | |

## Geboren
- Erkki Ahonen
- Chester Anderson († 1991)
- Brian N. Ball († 2020)
- T. J. Bass († 2011)
- Ralph Blum († 2016)
- Ben Bova († 2020)
- Jack Cady († 2004)
- Michael Coney († 2005)
- Joseph H. Delaney († 1999)
- Paul Erdman († 2007)
- Robert L. Forward († 2002)
- Kenneth W. Hassler († 1999)
- J. Hunter Holly, Pseudonym von Joan Carol Holly († 1982)
- Dimiter Inkiow († 2006)
- John Jakes († 2023)
- Vladimír Páral
- Gert Prokop († 1994)
- Carlos Rasch († 2021)
- Kit Reed († 2017)
- Peter von Tramin († 1981)
- Robert Anton Wilson († 2007)

## Gestorben
- Wilhelm Fischer (* 1846)
- Paul Keller (* 1873)
- Sophus Michaëlis (* 1865)